# John Anthony Cramer

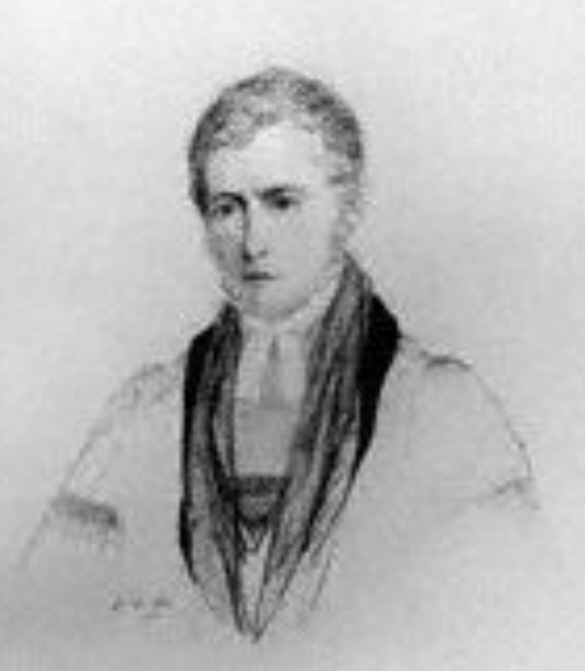
John Anthony Cramer

John Anthony Cramer (* 1793 in Mitlödi, Schweiz; † 24. August 1848 in Scarborough, meist John Antony Cramer) war ein aus der Schweiz stammender britischer Altertumswissenschaftler.
John Anthony Cramer besuchte die Westminster School in London, bevor er 1811 in das Christ Church College in Oxford eintrat. Mit Auszeichnung studierte er Klassische Altertumswissenschaft und Mathematik. Im Jahr 1814 wurde er B.A., 1817 folgte der Abschluss als M.A. Hinzu kamen 1830 der Grad eines Bachelor of Divinity, ein Jahr später die Promotion zum Doctor of Divinity hinzu. Bereits 1822 wurde er zum Priester von Binsey in Oxfordshire ernannt, eine Stellung, die er bis 1845 innehatte. Im Jahr 1842 wurde er als Nachfolger von Thomas Arnold zum Regius Professor of Modern History an der Universität Oxford ernannt und lehrte auf dieser Professur bis zu seinem Tod. Zudem wurde er 1844 Dekan der Kathedrale von Carlisle, lebte aber weiterhin als Principal im St Peter’s College in Oxford.
John Anthony Cramer hat ein umfangreiches wissenschaftliches Werk hinterlassen und ist besonders durch seine Sammlungen der Anecdota Graeca hervorgetreten. Unter diesem Titel veröffentlichte er in insgesamt acht Bänden bis dahin unbekannte griechische Texte nach Handschriften aus den wissenschaftlichen Bibliotheken in Paris und Oxford.
Er hielt den Tractatus coislinianus (Paris, Bibliothèque nationale de France, Coislinianus 120) für das Werk eines Kommentators von Aristoteles’ Theorie der Komödie.

## Veröffentlichungen (Auswahl)
- mit Henry Lewis Wickham: A Dissertation on the Passage of Hannibal over the Alps. Baxter, Oxford 1820.
- A Geographical and Historical Description of Ancient Italy. Zwei Bände. Clarendon Press, Oxford 1826.
- A Geographical and Historical Description of Ancient Greece. Drei Bände. Clarendon Press, Oxford 1828.
- A Geographical and Historical Description of Asia Minor. Zwei Bände. University Press, Oxford 1832.
- Travels of Nicander Nucius of Corcyra traveller of the 16th century in England. Camden Society, London 1841.
- Catenae Graecorum Patrum in Novum Testamentum. Acht Bände. Oxford 1838–1844.
- Anecdota Graeca e codicibus manuscriptis bibliothecarum Oxoniensium descripta. Vier Bände. Oxford 1835–1837.
- Anecdota graeca e codicibus manuscriptis bibliothecae regiae Parisiensis. Vier Bände. Oxford 1839–1841.